# Addicció conductual
L'addicció conductual, o trastorn no relacionat amb substàncies és una forma d'addicció que implica una compulsió per participar en un comportament gratificant no relacionat amb una substància - algunes vegades anomenada recompensa natural - malgrat qualsevol conseqüència negativa per al benestar físic, mental, social o financer de la persona. En el sistema de recompensa del cervell, s'ha identificat un factor de transcripció conegut com a ΔFosB com un factor comú necessari implicat tant en l'addicció a drogues com la conductual, que estan associades al mateix conjunt d'adaptacions neuronals.
L'addicció es refereix canònicament a l'abús de substàncies; tanmateix, la connotació del terme,  des dels anys noranta, s'ha ampliat per incloure comportaments que poden donar lloc a una recompensa (com ara jugar, menjar o comprar). Tot i així, el marc per diagnosticar i categoritzar l'addicció al comportament és un tema controvertit en l'àmbit de la psicopatologia.
Altres comportaments addictius que han rebut l'atenció de la investigació però amb proves insuficients o no concloents inclouen trastorn per l'ús de la pornografia, trastorn de compra compulsiu, trastorn d'ús de xarxes socials, addicció al treball, addicció a l'exercici, trastorn de comportament sexual compulsiu i addicció al menjar.